# Ruth Strauss
Pour les articles homonymes, voir Strauss.
Ruth Strauss, née le 14 mars 1963 à Southend-on-Sea, est une joueuse professionnelle de squash représentant l'Angleterre. Elle atteint le 19e rang mondial en mai 1986, son meilleur classement.

## Biographie
Elle remporte plusieurs fois le championnat national junior avant de remporter le British Junior Open moins de 19 ans  en 1978 et 1981, officieux championnat du monde pour les juniors.

## Palmarès

### Titres
- British Junior Open : 2 titres (1978, 1981)
- Championnats d'Europe par équipes : 2 titres  (1982, 1983)

### Finales
- Championnats du monde par équipes : 1983